# Erisictão (filho de Cécrope)
Erisictão (em grego:  Ερυσίχθονας ο Αθηναίος, "Erisictão, o Ateniense") foi um heroi mítico ateniense, filho do rei Cécrope e de Aglauro, filha de Acteu. Ele trouxe desde Delos uma antiga estátua de Ilitía, a deusa dos partos, e estabeleceu seu culto na cidade. Também acudia a cidade de Apolo para depositar no santuário os primeiros frutos que ofereciam seus cidadãos no templo do deus em Prasiae, e foi em uma destas viagens onde acabou seus dias. Não teve filhos que lhe sucedessem, nem herdeiros do reino de seu pai, porque este lhe sobreviveu.